# 国際ゴシック

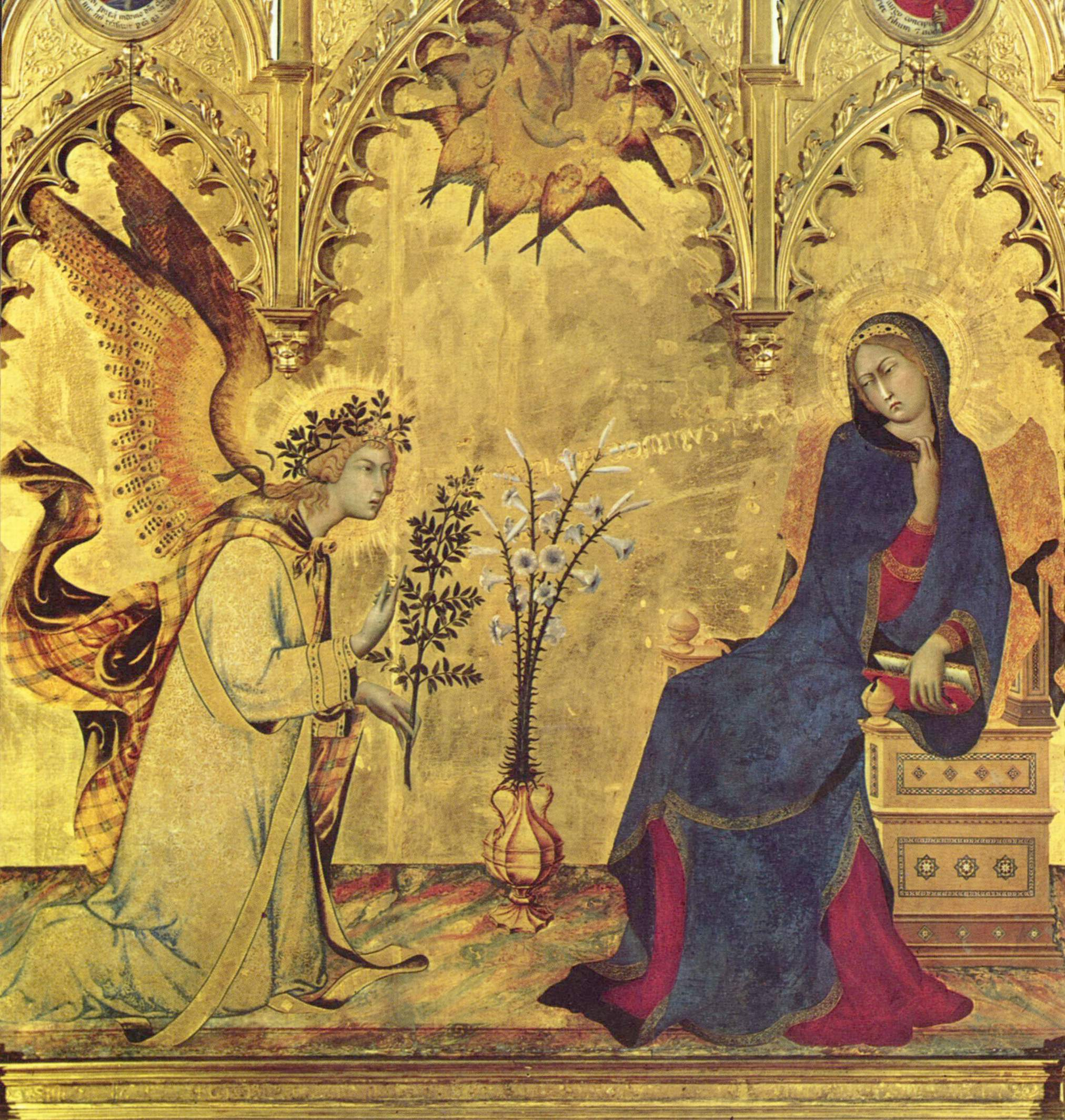
シモーネ・マルティーニ「受胎告知」部分（フィレンツェ・ウフィッツィ美術館蔵）。

国際ゴシック（こくさいゴシック）は、ゴシック美術のうち、14世紀後半から15世紀前半にかけてブルゴーニュ、フランス、北イタリアで発達した様式を指す。その後、この様式が西ヨーロッパ全域に広がっていったことから、19世紀末にフランスの美術史家ルイ・クラジョ（en）によって「国際ゴシック」と名付けられた。
この様式は、ドイツ語で weicher Stil すなわち「柔和様式」と呼ばれていることに窺えるが、宮廷文化（文学における宮廷恋愛など）の影響を受けている。国際ゴシックは聖母など宗教的題材における表現の深化を特徴としており、このことは、原色を積極的に盛り込むことで従前よりも鮮やかなものとなった色づかいや、全体に縦に引き伸ばされ先行のゴシック様式よりも静的かつ厳粛なフォルムに改まった人物造形、細部の非常に緻密な描写（たとえば着物の生地やドレープなど）、動植物をはじめとする自然のつぶさな観察に表れている。一方、国際ゴシックはこの時代の不安を反映してある種の陰鬱さに突き動かされたものともなっており、なまなましい死の表現に執着がみられる。また、国際ゴシックは教会美術以外へも進出していき、その享受者は宮廷に伺候する社会の上層であったが、彼らは15世紀に勃興した都市住民の注文を取り次ぐこともできた（貴族に加えて商人も美術品を楽しむようになった）。
芸術家が各地を移動したのはもちろんのこと、装飾写本など持ち運びの可能な作品も欧州全土を巡り、王侯と上級貴族に各地で共通する美意識を形成した。写本は運搬も容易であるため、国際ゴシック様式の普及に果たした役割は大きい。そのためこうした宮廷のエリートに向けて作られた作品には国ごとの多様性はあまり見られない。国際ゴシックの主要な流行源は、北フランス、ブルゴーニュ公国、プラハ（神聖ローマ皇帝カール4世の宮廷が置かれていた）、イタリアである。イングランド国王リチャード2世とボヘミア王女アンとの結婚など、王侯の結婚はこの様式の拡大を助けた。
国際ゴシックはもともとは宮廷的洗練を有する様式だったが、勃興しつつあった商人階級や中小貴族の依頼になるものはいくぶん粗野であった。北ヨーロッパでは、「後期ゴシック」としてのこの様式は特に装飾要素で用いられつづけ、16世紀初期にも依然としてみることができる。結局装飾表現ではとってかわられることがないままルネサンス美術にいたった。国際ゴシックという術語は美術史家の間でもいくらか用法に幅があり、この語の利用が避けられることもある。国際ゴシックという術語は「多くの場合（中略）あまり役に立たないが、というのも差異や変遷の詳細を誤魔化してしまいがちだからである」とする評も存在する。

## 展開
国際ゴシックは、一般にアヴィニョンの教皇庁などで活躍したシエナ派の活動がきっかけで広まったとされることが多い。シエナ派は、北方のゴシック様式とイタリアのジョットらの芸術を融合し、繊細な宗教画を描いた。中でもマルティーニ（1285年? - 1344年）はシエナ市庁舎壁画の聖母像（1315年）や受胎告知（1333年）を描き、また1340年からアヴィニョンに招かれて、当時ここに置かれていた教皇庁新宮殿建設の仕事に従事した。アヴィニョンの教皇庁には各国から多くの画家が訪れており、活発な交流が行われた。やがて14世紀後半から15世紀にかけて、ヨーロッパ各国の宮廷（北フランス、フランドル、プラハ、カタルーニャなど）やアヴィニョン教皇庁を中心に、共通した様式の絵画が流行するようになった。特にプラハは神聖ローマ帝国皇帝のカール4世（1347年 - 1378年）の本拠として、整備が進められた。

## 絵画

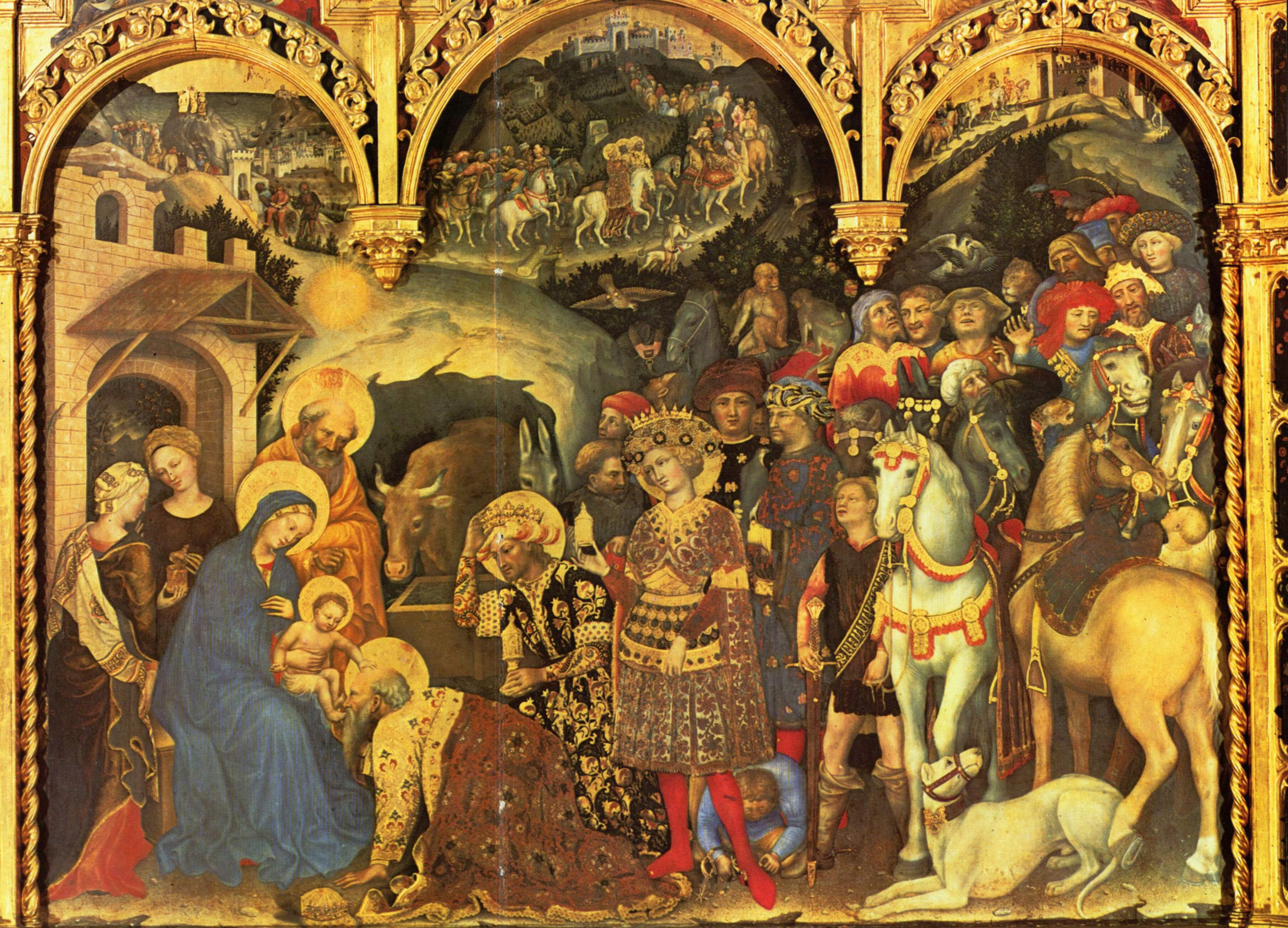
ジェンティーレ・ダ・ファブリアーノ「東方三博士の礼拝」（フィレンツェ・ウフィッツィ美術館蔵）。

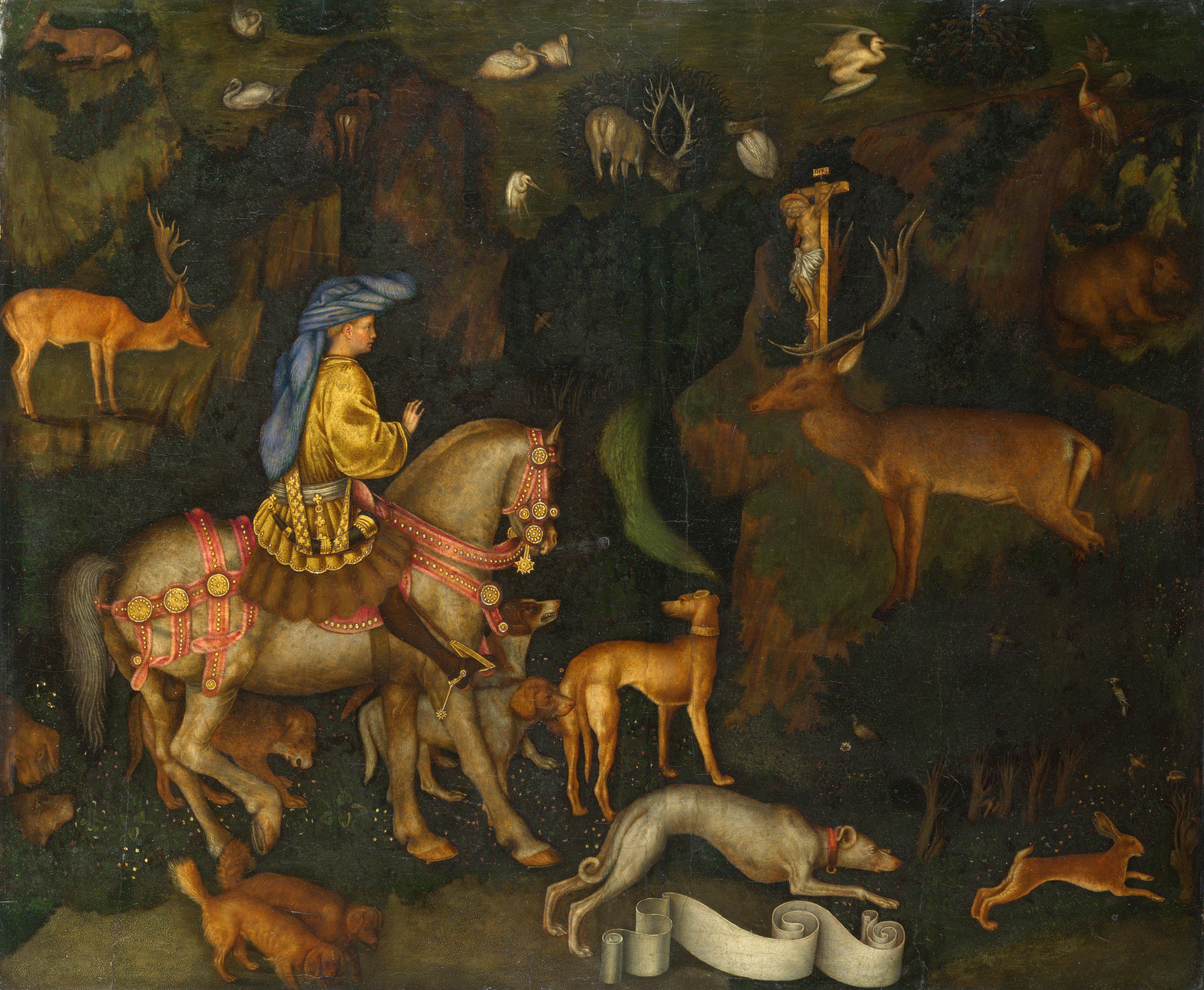
ピサネロ「聖エウスタキウスの幻視」（ロンドン・ナショナルギャラリー蔵）。

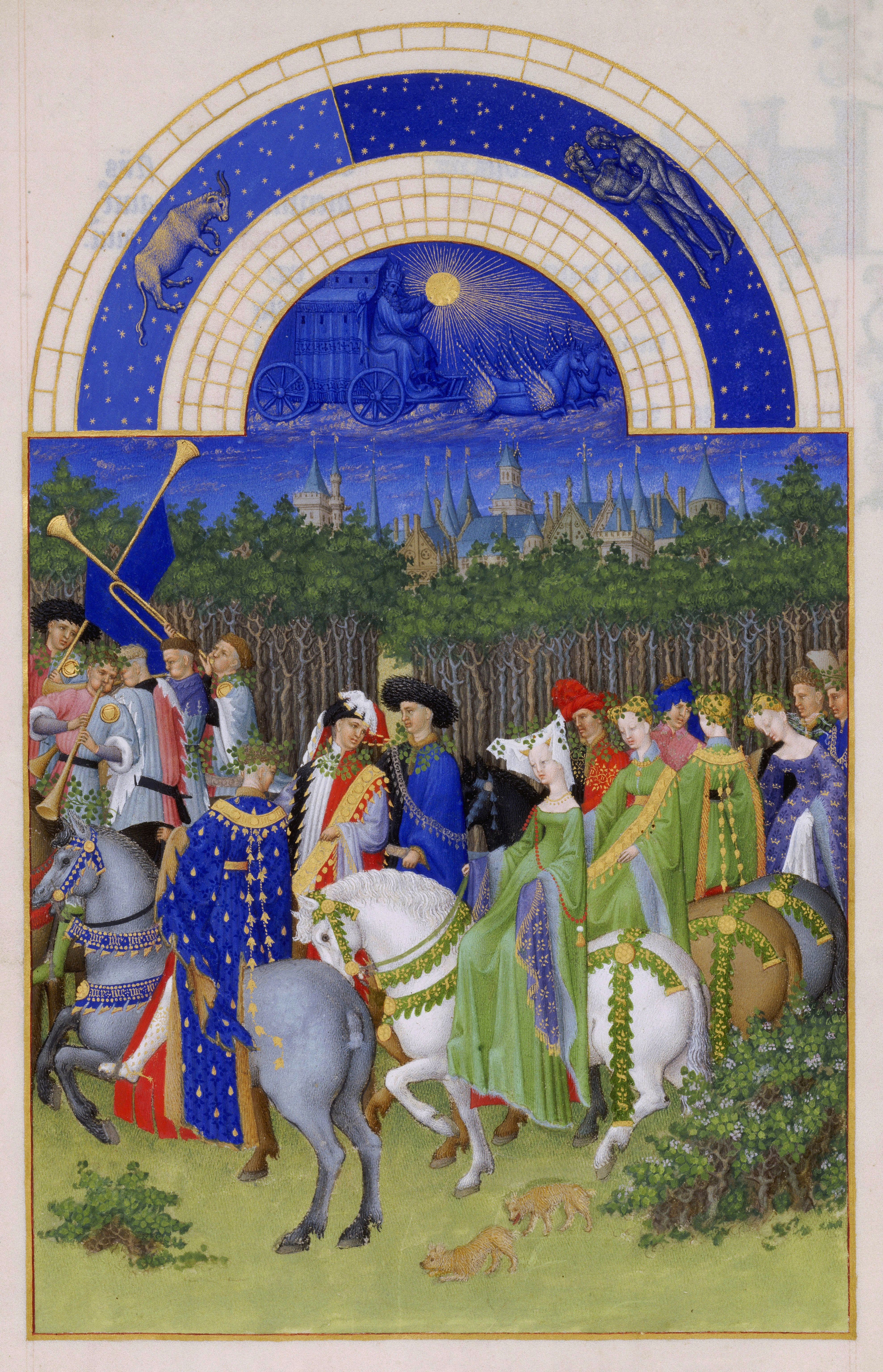
ランブール兄弟「ベリー公のいとも豪華なる時祷書」5月（シャンティイ城コンデ美術館図書館蔵）。

### イタリア
- シモーネ・マルティーニ「受胎告知」
- マッテオ・ジョヴァネッティ（英語版）リモージュのサン・マルシャル礼拝堂壁画
- ゲラルド・スタルニーナ「聖母マリアの永眠」
- パオロ・ディ・ジョヴァンニ・フェイ（英語版）「玉座の聖母子」
- ジェンティーレ・ダ・ファブリアーノ「東方三博士の礼拝」
- ロレンツォ・ヴェネツィアーノ（イタリア語版）「受胎告知と聖人」
- ロレンツォ・モナコ「受胎告知の三連祭壇画」
- ミケリーノ・ダ・ベソッツォ「聖カタリナの神秘の結婚」
- サセッタ「6人の天使を連れた聖母子」
- ピサネロ「聖エウスタキウスの幻視」
- ジョヴァンニ・ディ・パオロ「見よ神の子羊」
- アントニオ・ヴィヴァリーニ「聖母戴冠」

### カタロニア
- ベルナト・マルトレル「ドラゴンを倒す聖ゲオルギオス」

### フランス・フランドル
- 作者不詳「ナルボンヌの祭壇布（フランス語版）」
- ジャン・ピュセル（英語版） 「王妃ジャンヌ・デヴルーの時祷書（英語版）」
- ジャン・ド・ボーメス（英語版） 「祈るカルトゥジオ会士のいる十字架のキリスト像」
- ジャン・マルエル 「円形大ピエタ」
- アンリ・ベルショーズ 「聖ドニの祭壇画」
- メルキオール・ブルーデルラム 「シャンモル修道院祭壇画」
- アンドレ・ボーヌヴー（フランス語版） 「ベリー公の詩篇（フランス語版）」
- ジャックマール・ド・エダン（英語版） 「ベリー公のいとも美わしき時祷書」
- ランブール兄弟 「ベリー公のいとも豪華なる時祷書」
- ブシコー・マイスター（英語版）「ブシコー元帥の時祷書」
- コラール・ド・ランに帰属「オルレアン公ルイ1世のいるゲッセマネの祈り」

### イギリス
- 作者不詳 「ウィルトンの二連祭壇画」

### ドイツ・ベーメン
- マイスター・フランケ
- マイスター・ベルトラム（英語版）
- トレボン祭壇画のマイスター（マイスター・ヴィッティンガウ）（英語版）
- コンラート・フォン・ゾースト（英語版）
- プラハのテオドリック（英語版）
- ホーエンフルトの画家（ドイツ語版）　「グラーツの聖母子」
- 聖ヴェロニカの画家（ドイツ語版）
- ルカス・モーザー（ドイツ語版） 「ティーフェンボルンのマグダラのマリア祭壇」
- ハンス・ムルチャー（ドイツ語版） 「キリストの復活」
- 上ライン地方の画家（フランス語版） 「楽園の小さな庭」
- シュテファン・ロッホナー 「薔薇垣の聖母」

## ギャラリー

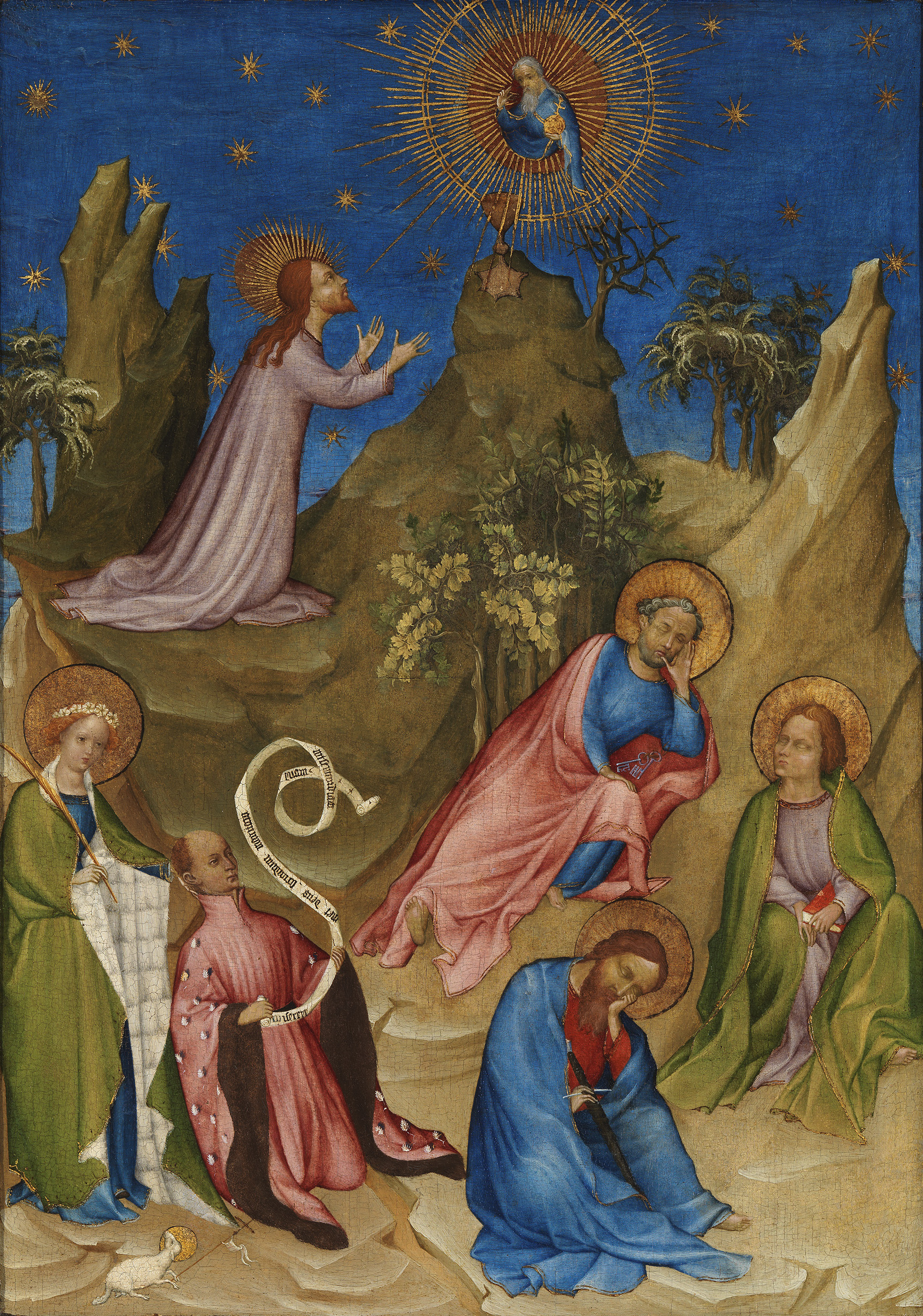
『オルレアン公ルイ1世のいるゲッセマネの祈り』 (The Agony in the Garden with the Donor Louis I d’Orléans), コラール・ド・ランに帰属, 1405-1408年（マドリードのプラド美術館蔵）。
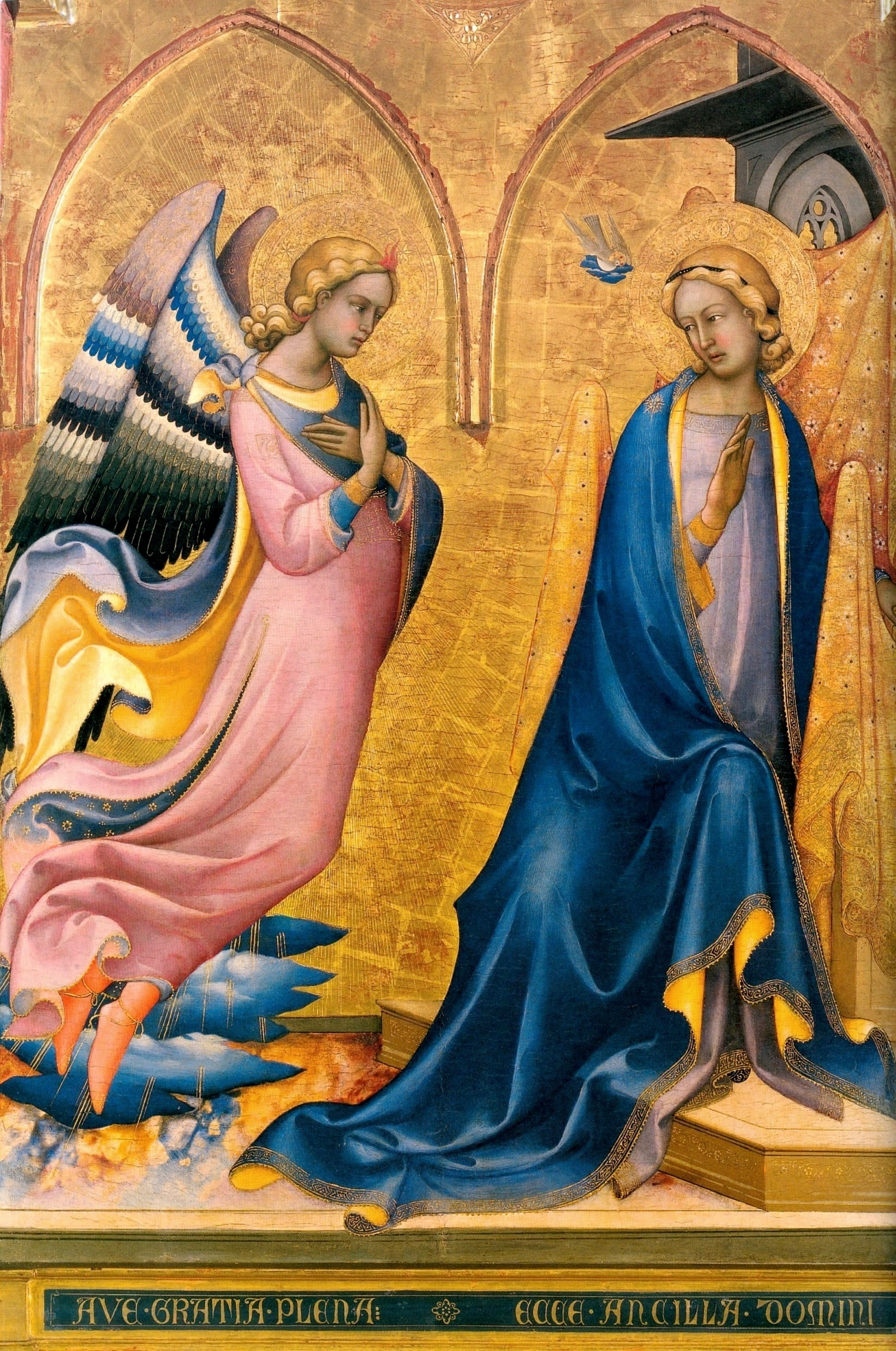
『三連祭壇画の受胎告知』（Annunciation Triptych）, ロレンツォ・モナコ,1410-1415 （フィレンツェのアカデミア美術館蔵）。
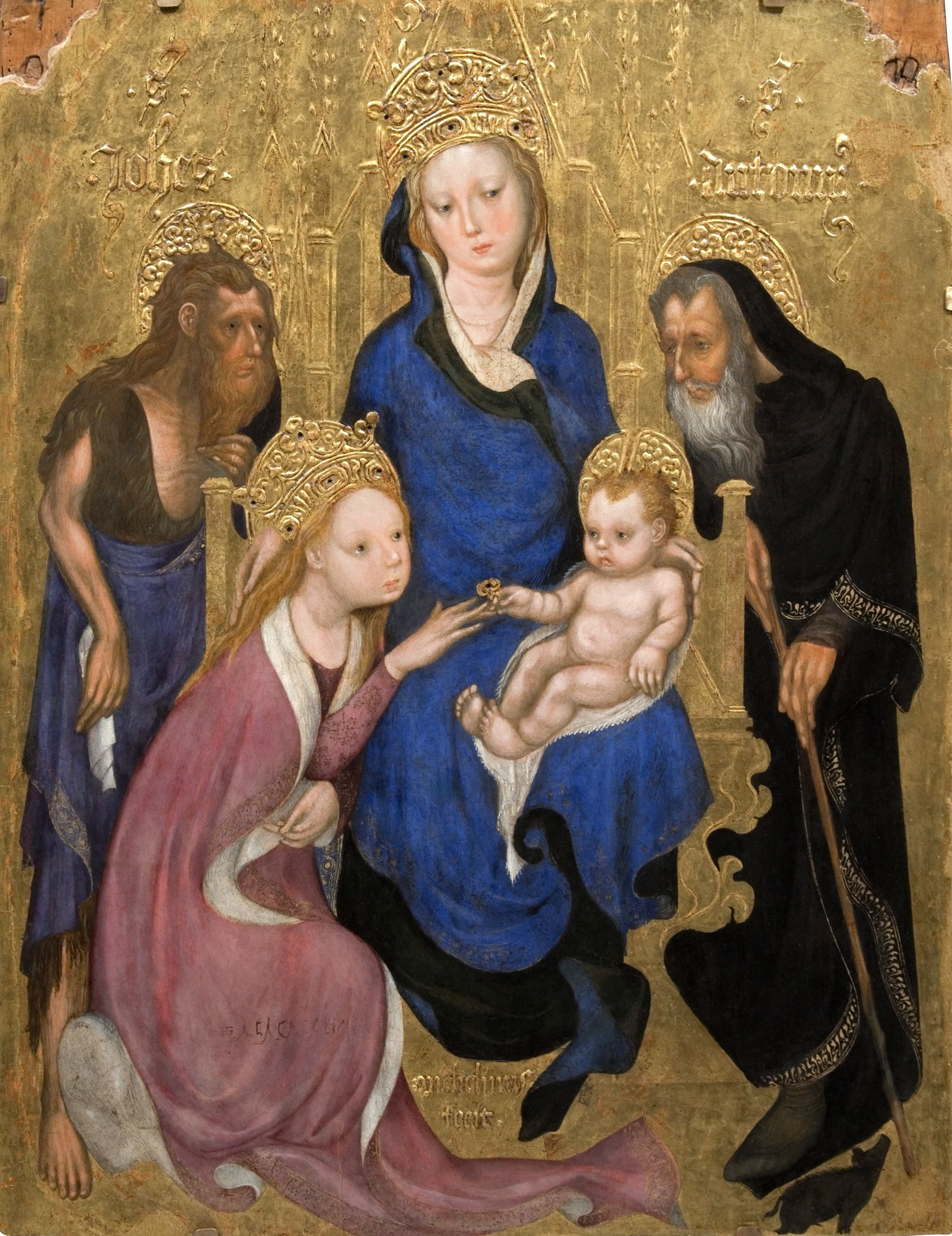
『聖カタリナの神秘の結婚』（The Mystic Marriage of St Catherine）, ミケリーノ・ダ・ベソッツォ,1420年頃 （シエナ国立美術館蔵）。
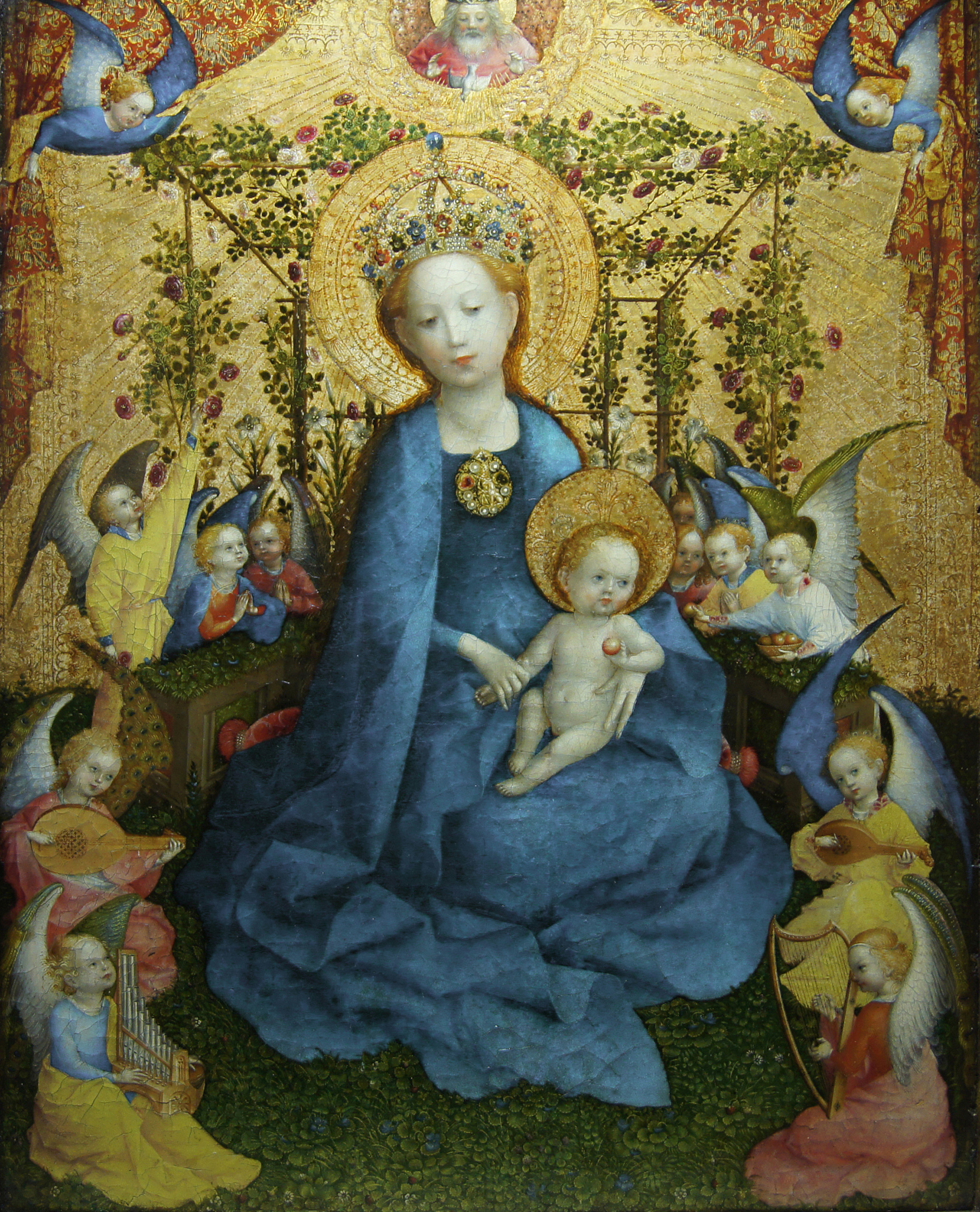
『薔薇垣の聖母』（Madonna in the Rose Bower）, シュテファン・ロッホナー, 1448 （ケルンのヴァルラフ・リヒャルツ美術館蔵）。
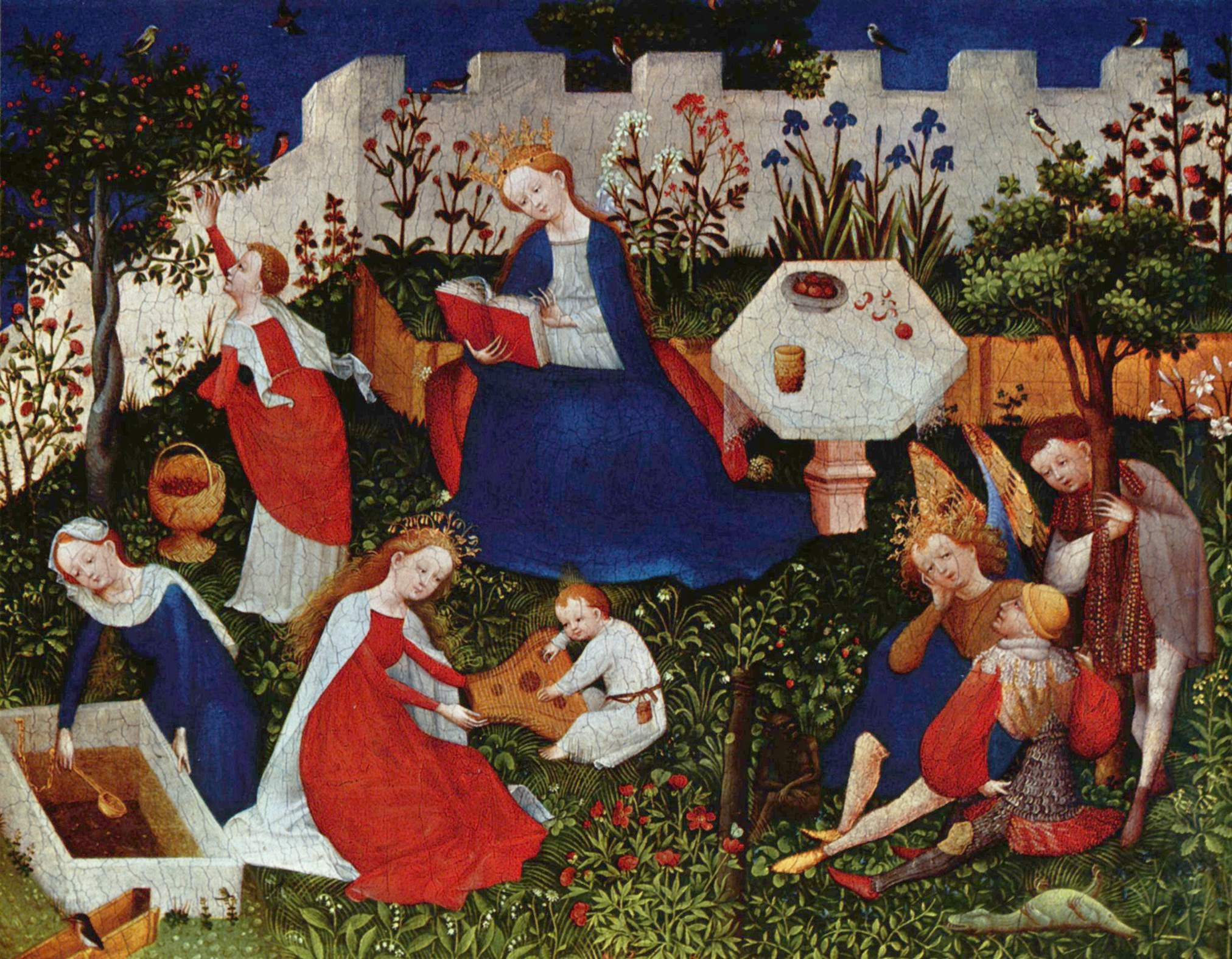
『楽園の小さな庭』（The little Garden of Paradise ）,上ライン地方の画家（英語版）,1410/1420 （シュテーデル美術館蔵）。
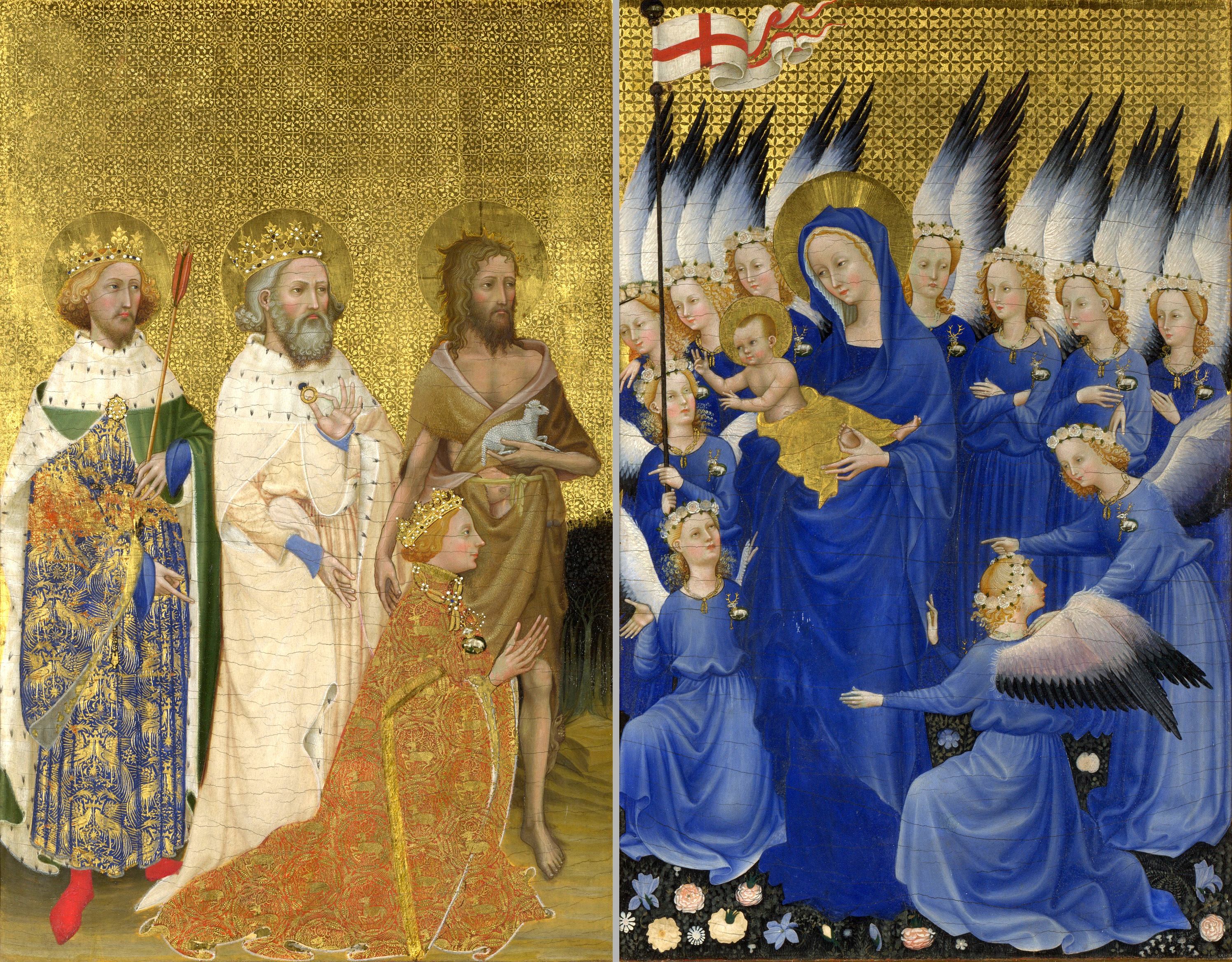
『ウィルトンの二連祭壇画』（The Wilton Diptych）, 作者不詳, 1395-1399 （ロンドンのナショナル・ギャラリー蔵）。
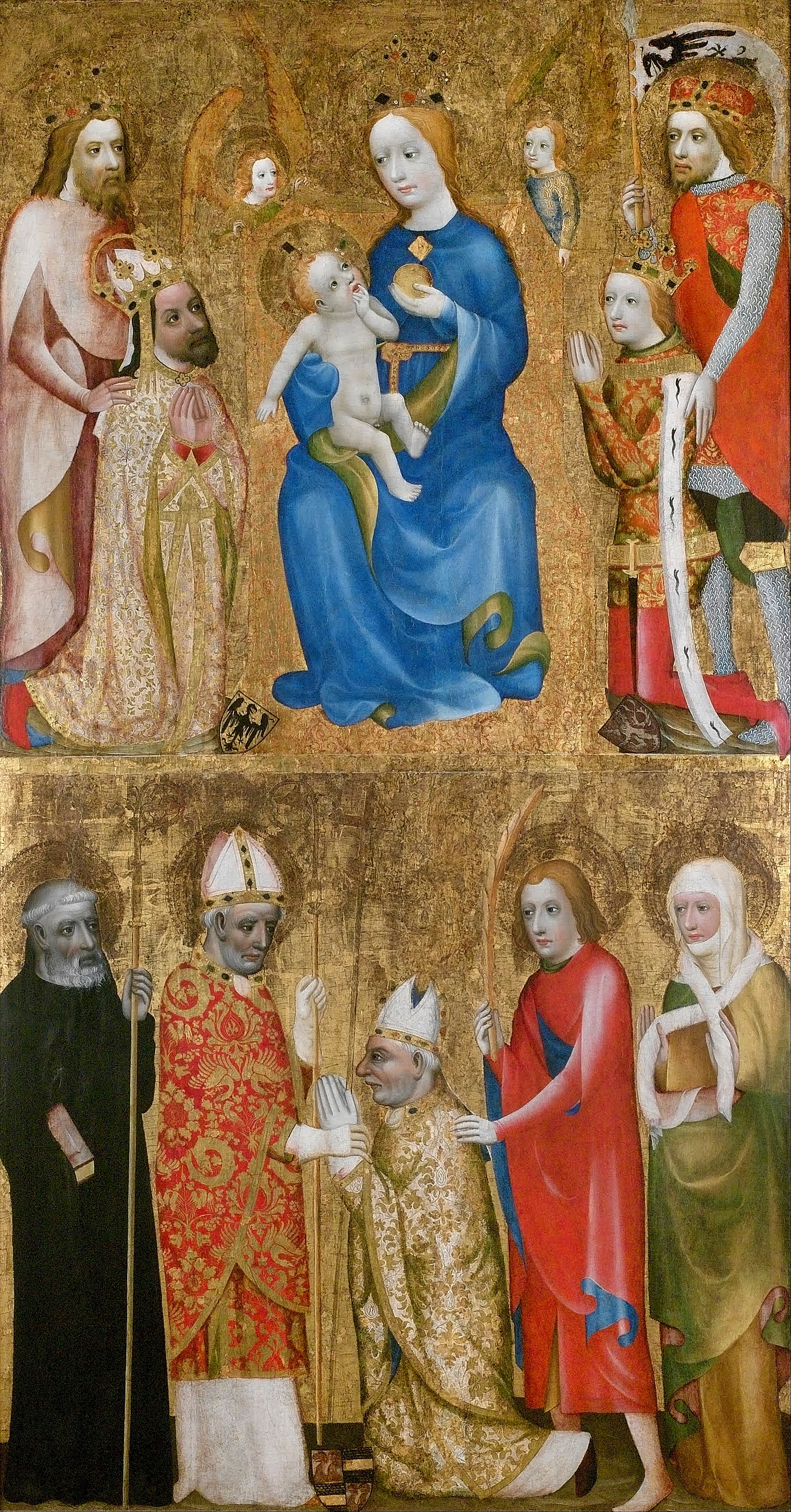
『ヴラシムの大司教ヤン・オチコの奉献画（英語版）』（The Votive Panel of Jan Očko of Vlašim）,作者不詳,1371. (プラハ国立美術館蔵）。
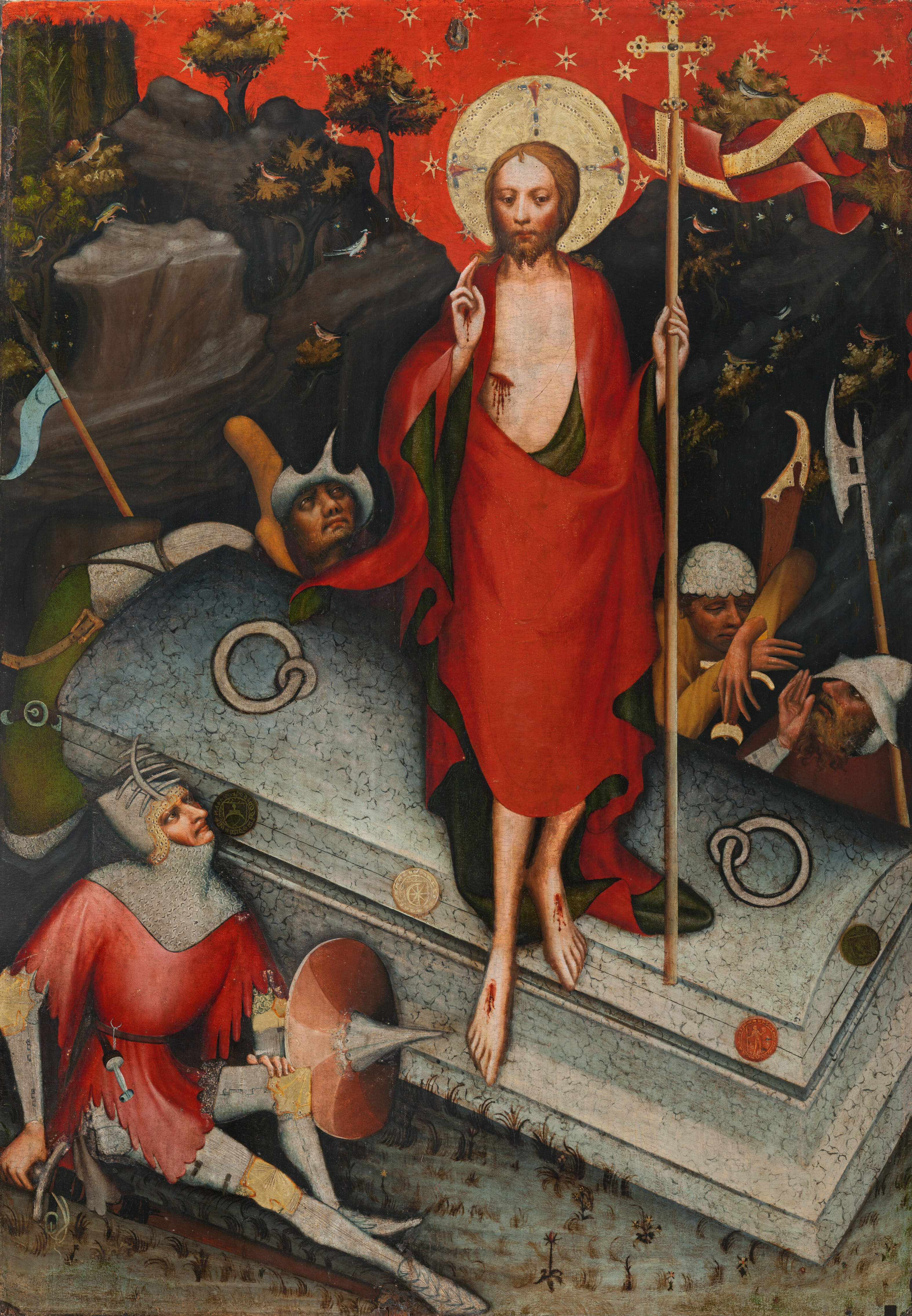
『トレボン祭壇画』（Třeboň Altarpiece）,トレボン祭壇画のマイスター,c 1380-1390 （プラハ国立美術館蔵）。
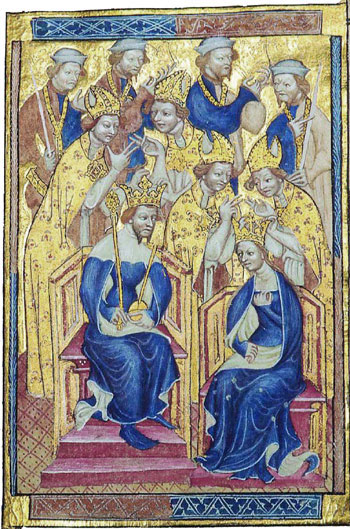
『リベル・レガリス（英語版）』部分（Liber Regalis）,作者不詳,1382（ウェストミンスター聖堂蔵）。
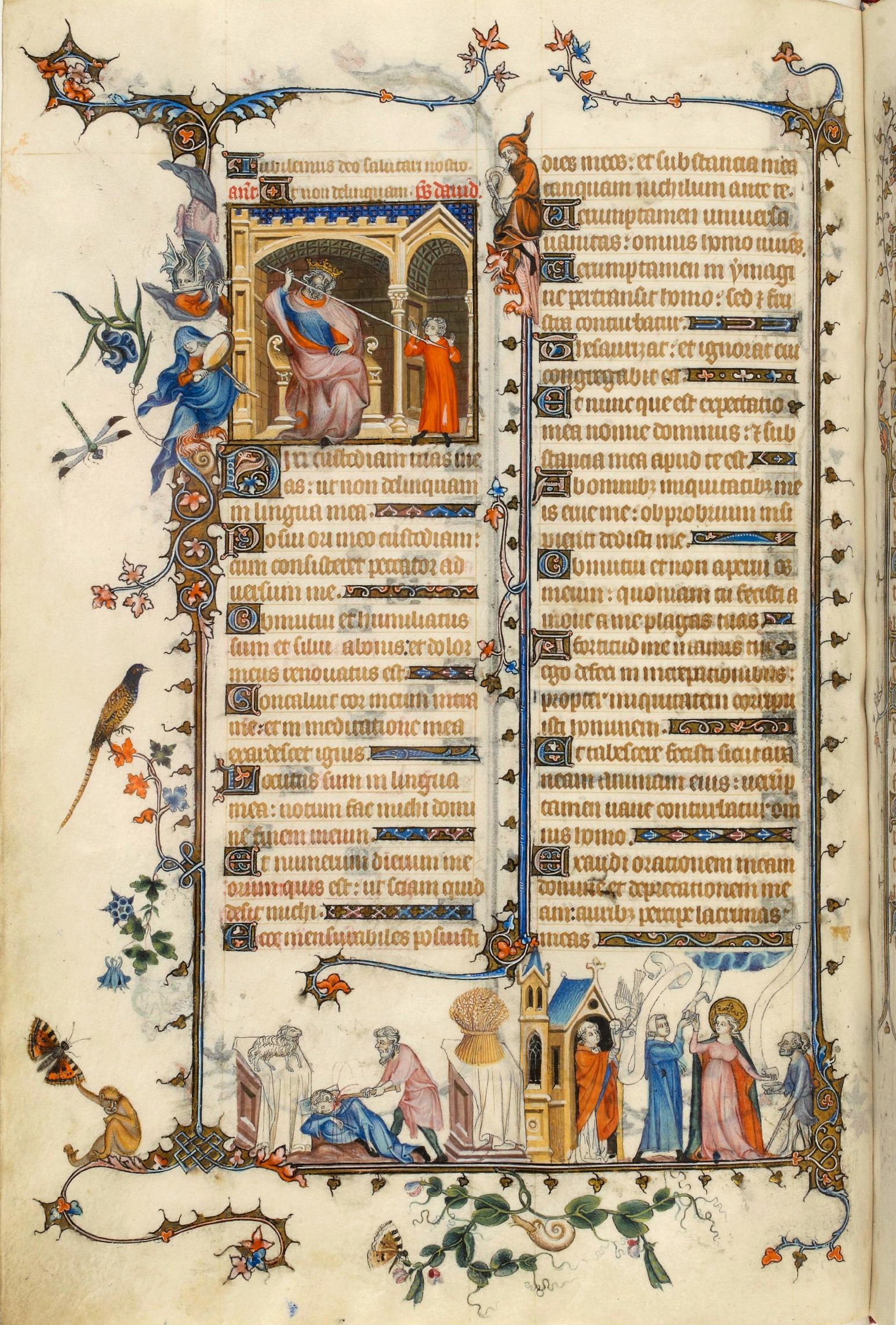
『ベルヴィルの聖務日課書』部分（Belleville Breviary）,ジャン・ピュセル,1323-1326 （パリのフランス国立図書館蔵）。
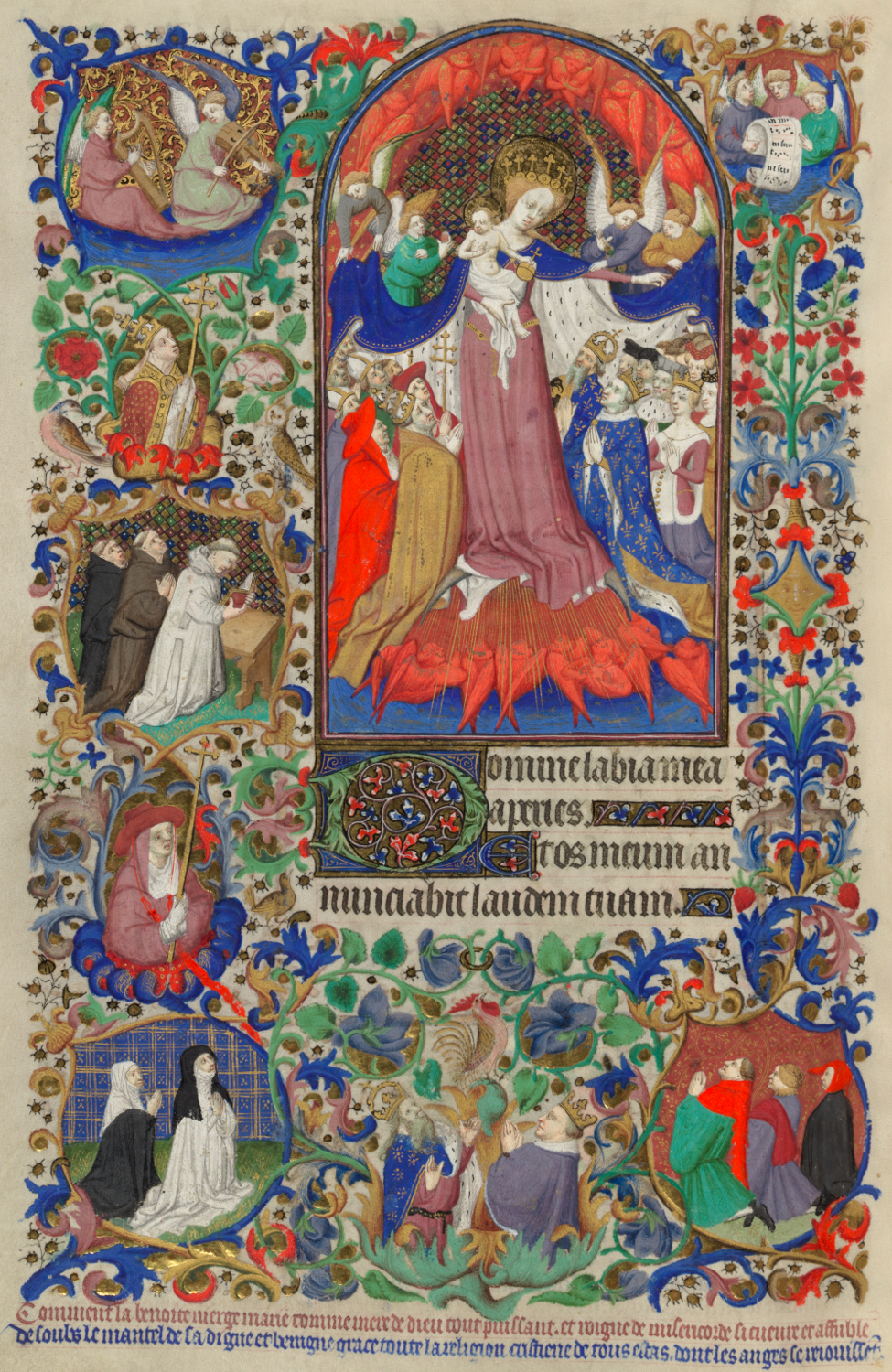
『ベッドフォード公の時祷書』部分(the Bedford Hours), folio 150,「憐みの母としてのマリア」，1405-1435（ロンドンの大英図書館蔵）。
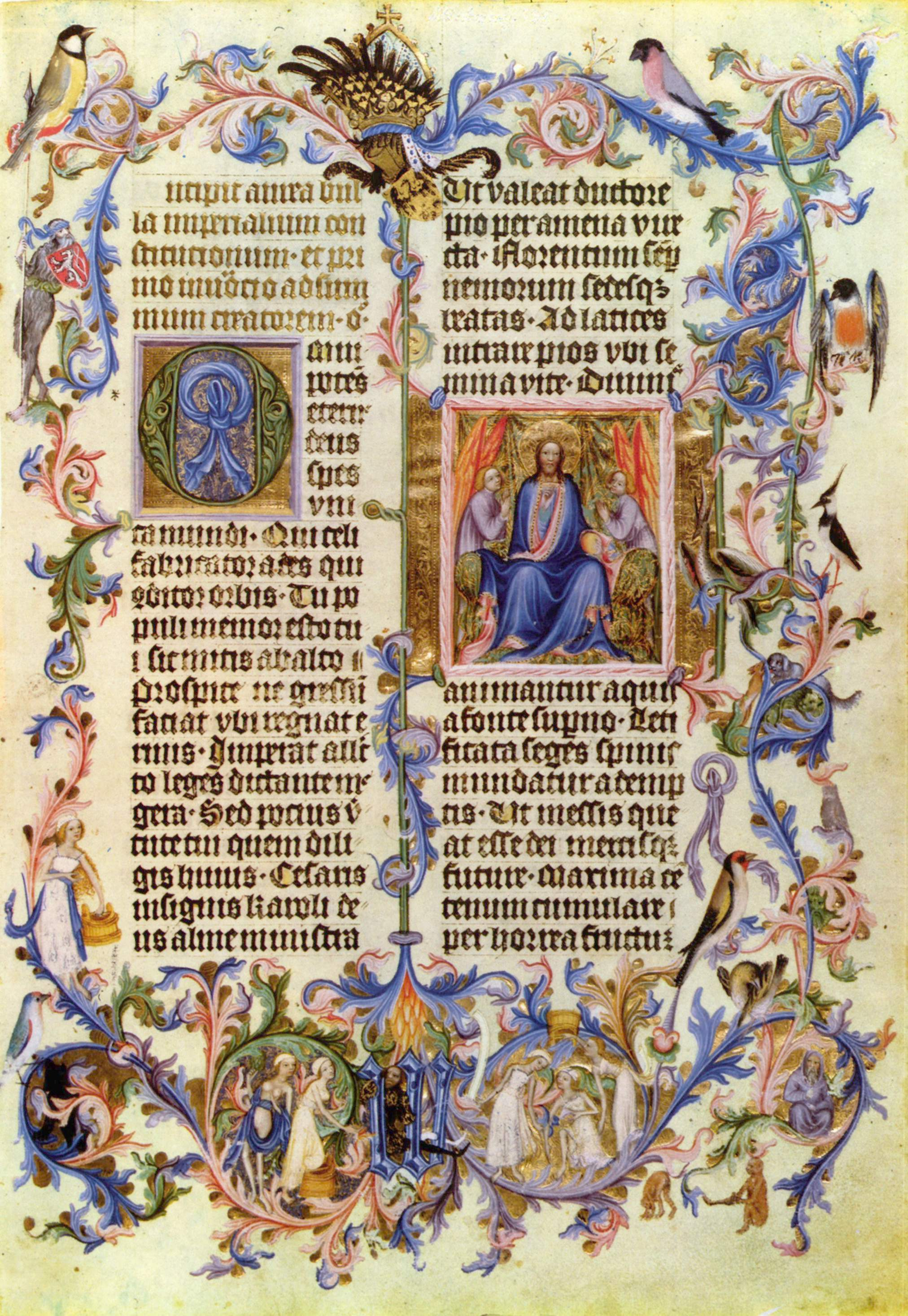
『金印勅書』部分 （Golden Bull of Charles IV），ヴェンツェル・ヴェルクスタットのマイスター，1400年頃 （オーストリア国立図書館蔵）。
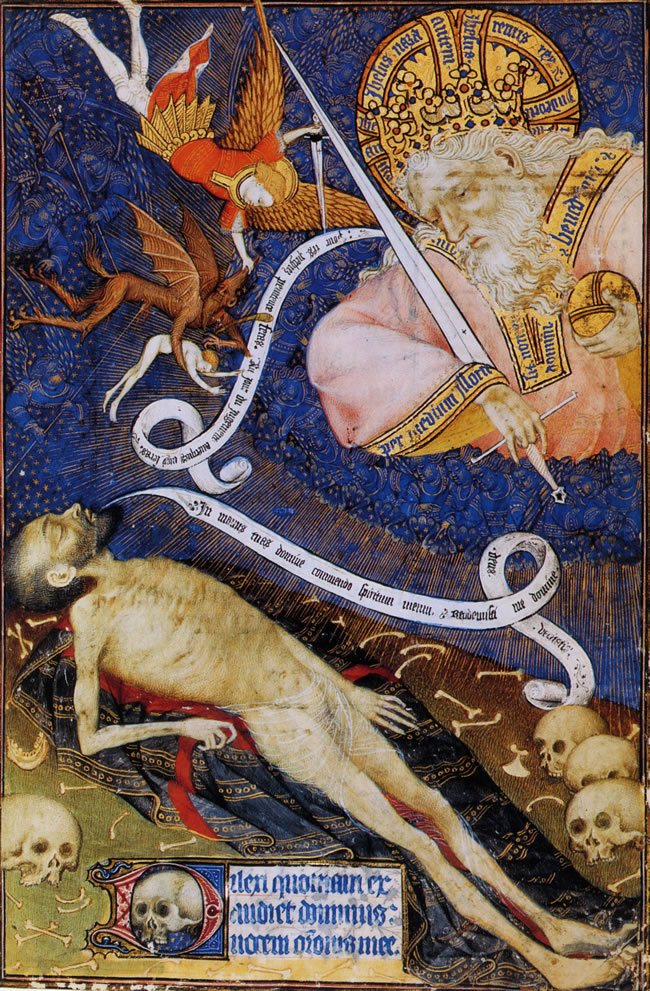
『ロアンの大時祷書』(Les Grandes Heures de Rohan), folio 135, 「裁きの前の死」，1430年代（パリのフランス国立図書館蔵）。
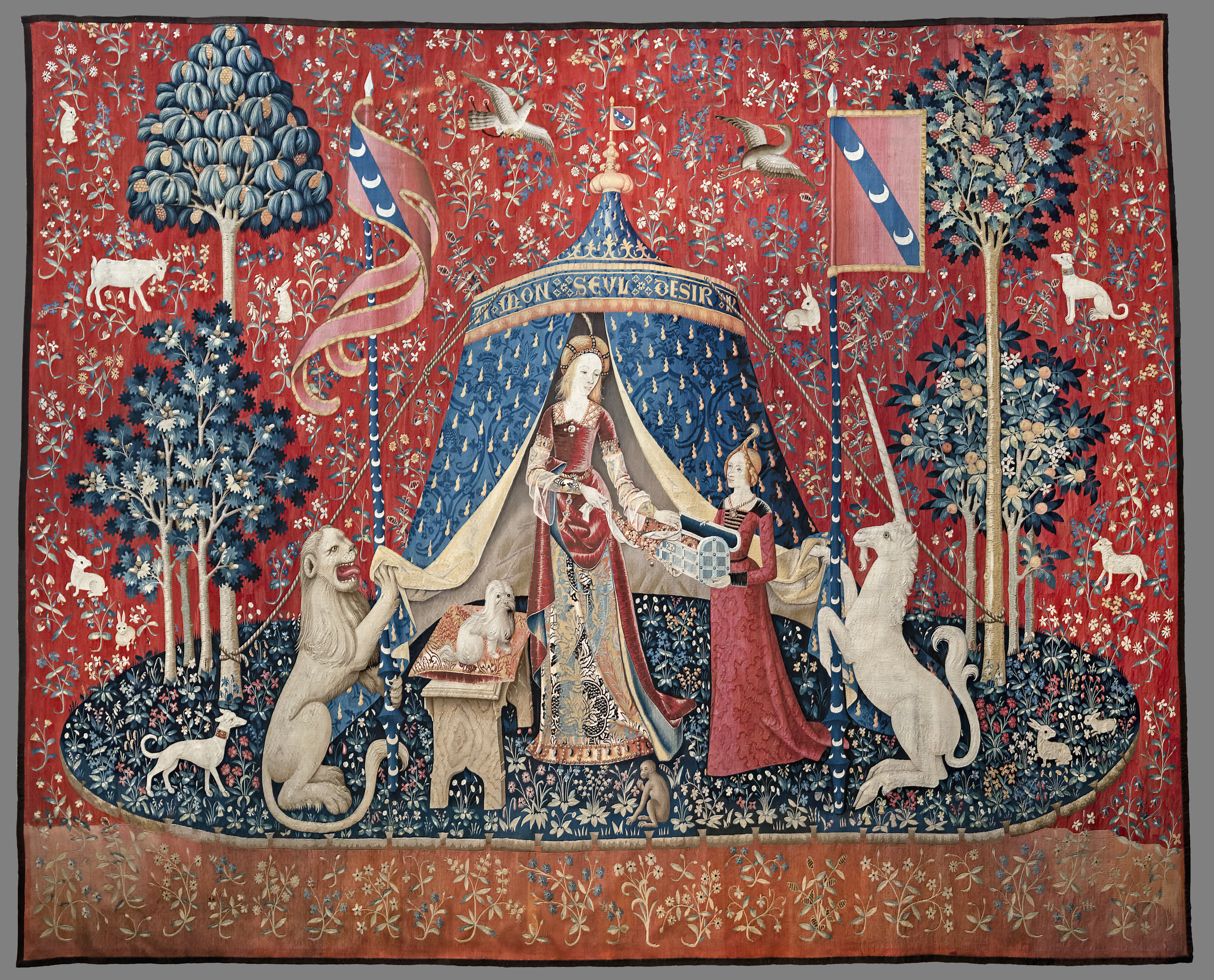
『貴婦人と一角獣(我が唯一つの望みに)』，作者不詳，15世紀末 (フランス国立中世美術館蔵）。
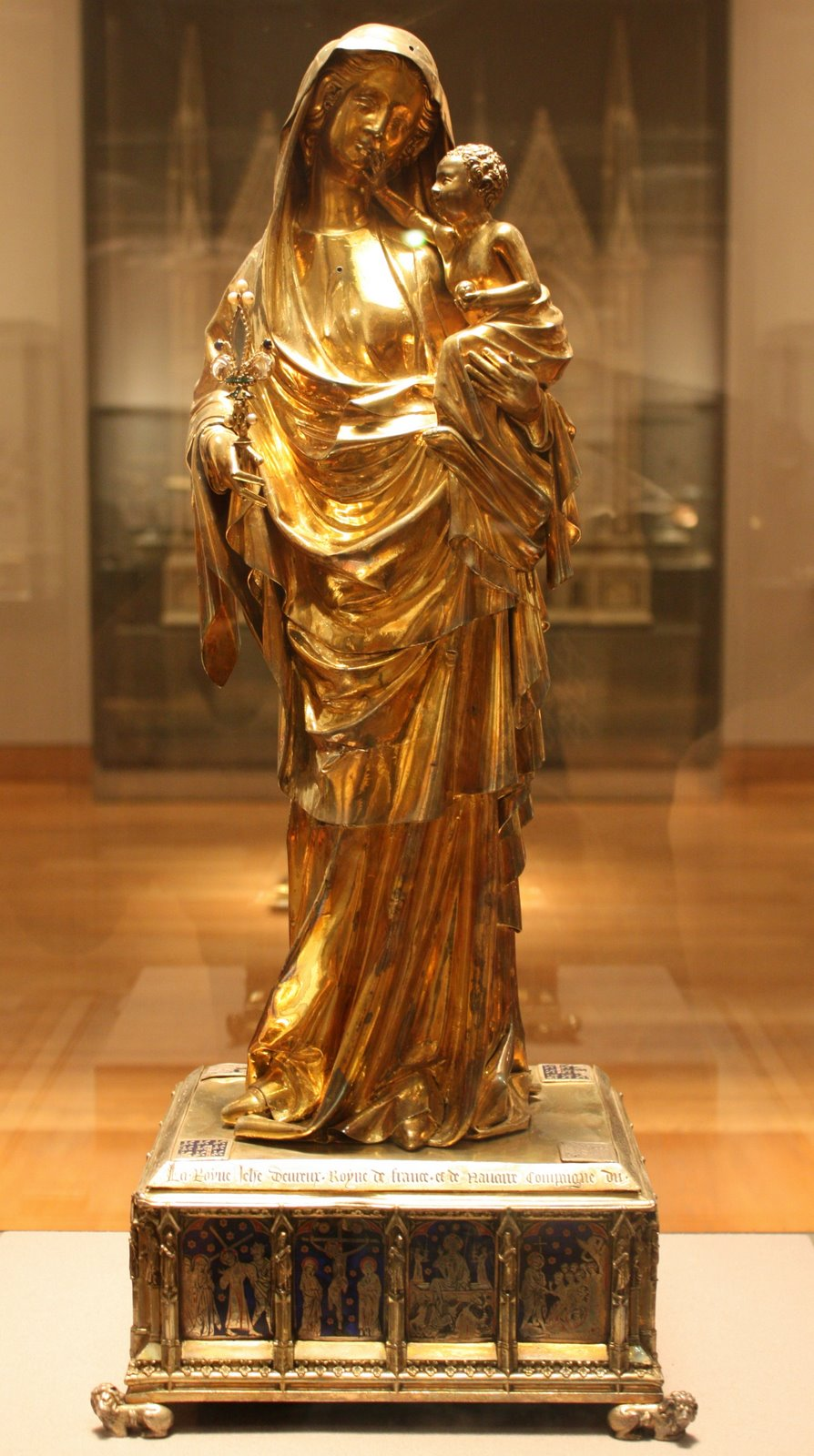
『王妃ジャンヌ・デヴルーの聖母子像（英語版）』，作者不詳，14世紀前半（ルーヴル美術館蔵）。

## ルネサンスとの関係
イタリアではフィレンツェを中心にルネサンス美術が華開きつつあったが、ファブリアーノはフィレンツェで「東方三博士の礼拝」（1423年）を描いており、同時代的な現象であった。